# Alt Gr

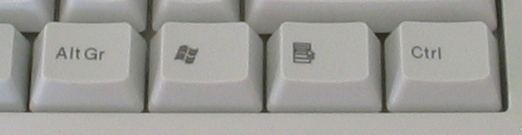
In molte tastiere IBM compatibili il tasto sostituisce il tasto destro.

In una tastiera per computer il tasto alt gr o alt Gr Alt Gr è un tasto speciale che serve per digitare dei caratteri speciali quali segni grafici, lettere accentate o simboli di valute normalmente non presenti nel layout della tastiera. Il tasto alt gr in una tastiera IBM compatibile sostituisce il tasto alt destro. Nelle tastiere dei computer Apple, il tasto opzione Opt ⌥ ha funzioni simili a quelle del tasto alt gr.
Il tasto alt gr è comparabile con il tasto maiuscolo, che può essere utilizzato in combinazione con la pressione di un altro tasto per scrivere un carattere differente, generalmente la versione maiuscola di una lettera. Il tasto maiusc, se usato in combinazione con il tasto alt gr, può generare un ulteriore carattere. Ad esempio, sui sistemi Microsoft Windows con tastiera italiana la pressione di Alt Gr+è genera la parentesi quadra "[" mentre Alt Gr+⇧ Maiuscolo+è la parentesi graffa "{"; sui sistemi con tastiera americana invece Alt Gr+C genera il simbolo del copyright, "©" e Alt Gr+⇧ Maiuscolo+C genera il simbolo del centesimo, "¢" (su X Window System i simboli si ottengono con le combinazioni invertite).

## Origini

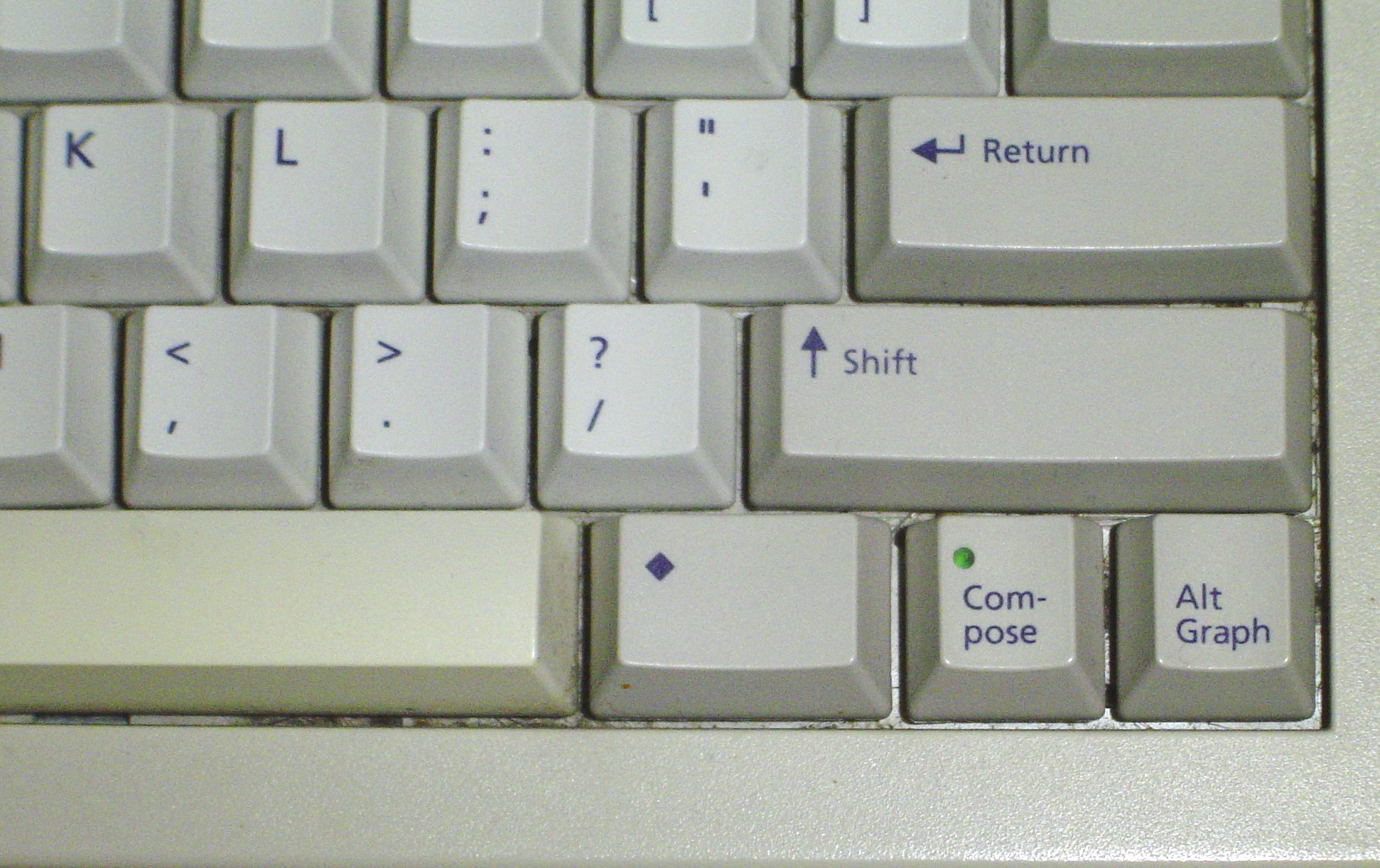
Nelle tastiere Sun Microsystems la dicitura sostituisce.

Il nome del tasto è un'abbreviazione inventata da IBM per alternate graphic.. Le tastiere Sun usano tale dicitura, "Alt Graph".
L'introduzione di tale tasto serviva a facilitare l'uso dei caratteri semigrafici sui sistemi senza interfaccia grafica per costruire dei riquadri tabulari composti da particolari caratteri. Sui moderni sistemi il tasto non è più usato per produrre "grafica alternativa" ma "grafemi alternativi".

## Alt gr su Windows
Sui sistemi Microsoft Windows il tasto alt gr permette l'inserimento dei seguenti caratteri:
- Alt Gr+E → €
- Alt Gr+5 → €
- Alt Gr+ò → @
- Alt Gr+à → #
- Alt Gr+è → [
- Alt Gr++ → ]
- Alt Gr+⇧ Maiuscolo+è → {
- Alt Gr+⇧ Maiuscolo++ → }

## Alt gr su X Window System
Sui sistemi X Window System il tasto alt gr permette l'inserimento di ulteriori caratteri, alcuni dei quali sono:
- Alt Gr+ì → ~
- Alt Gr+7 → {
- Alt Gr+0 → }
- Alt Gr+8 → [
- Alt Gr+9 → ]
- Alt Gr+1 → ¹
- Alt Gr+2 → ²
- Alt Gr+3 → ³
- Alt Gr+5 → ½
- Alt Gr+E → €
- Alt Gr+A → æ
- Alt Gr+S → ß
- Alt Gr+D → ð
- Alt Gr+F → đ
- Alt Gr+G → ŋ
- Alt Gr+H → ħ
- Alt Gr+N → ñ
- Alt Gr+M → µ
- Alt Gr+Z → «
- Alt Gr+X → »
- Alt Gr+⇧ Maiuscolo+9 → ±
- Alt Gr+⇧ Maiuscolo+Q → Ω
- Alt Gr+⇧ Maiuscolo+R → ®